# Česanec

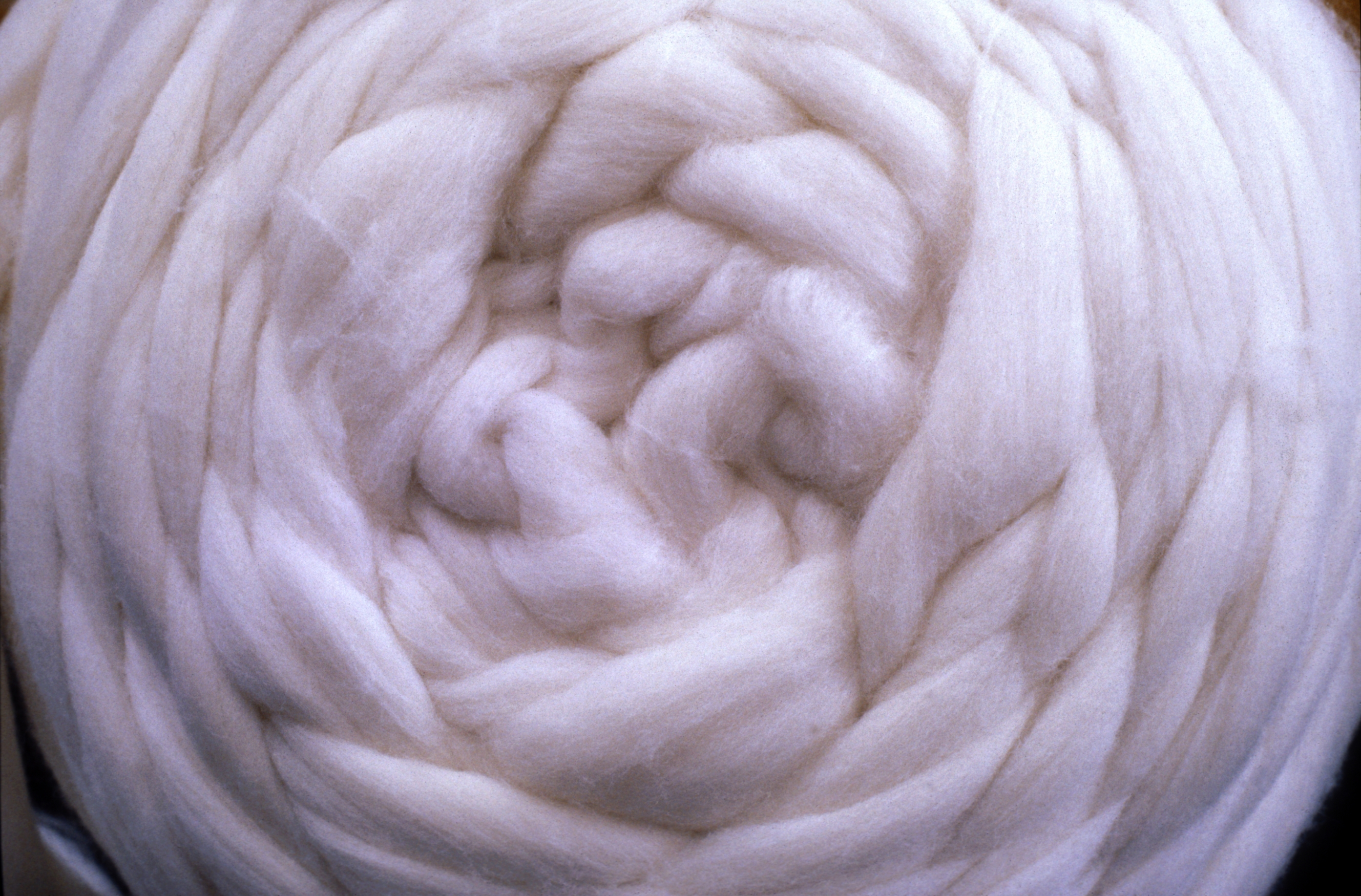
Česanec z australské vlny

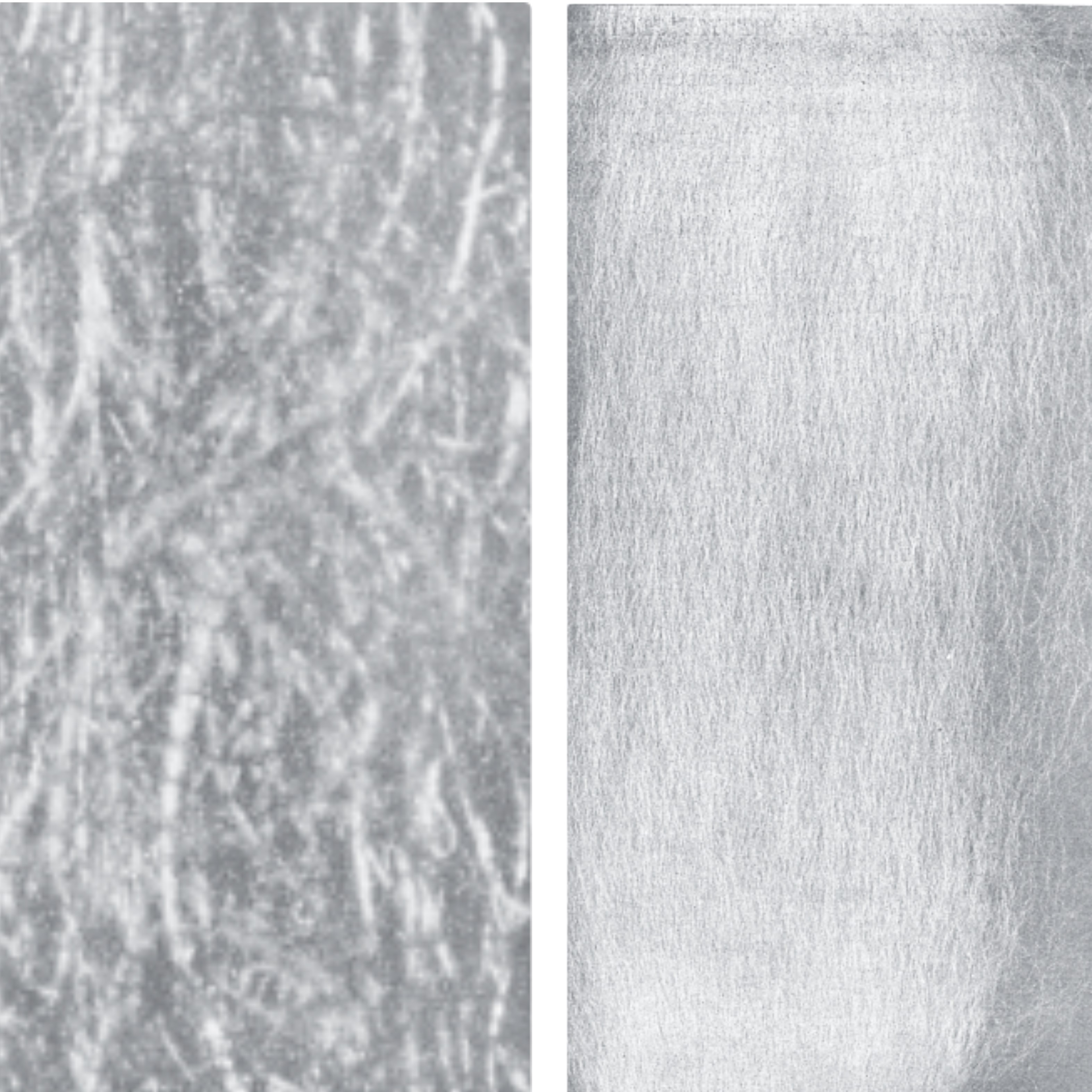
Vlákna mykaného pramene (vlevo) a česance (vpravo)

Česanec (anglicky top, německy Kammzug) je pramen vláken vyrobený na česacím stroji.

## Výroba vlněných česanců
Na česacím stroji se předkládá vrstva vláken s tloušťkou 320–420 g/m, ve které  se sdružuje 20 až 32 pramenů připravených praním, mykáním a posukováním. Vrstva materiálu se zjemňuje, vlákna se urovnávají a asi 8 až 15 % nejkratších odchází do odpadu jako výčesky. Ve 2. dekádě 21. století pracují stroje s hodinovým výkonem až 60 kg česance s jemností cca 20 g/m.

## Použití vlněných česanců
Česance se

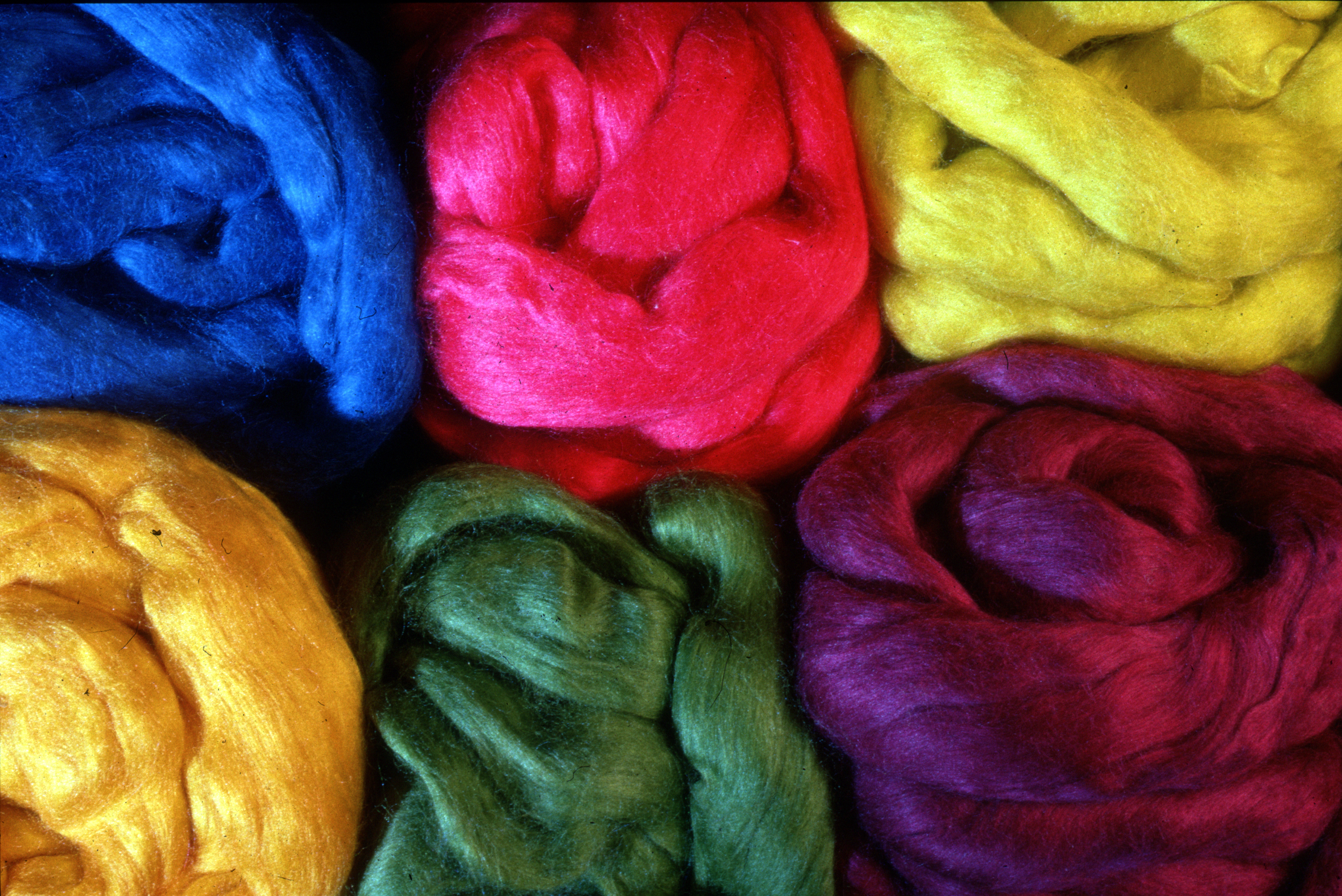
Vlněné česance po barvení

- zpracovávají na (režněbílou) přízi ve vlastním provoze nebo se zasílají k jiným výrobcům příze.

- barví a dále používají podobně jako nebarvený materiál.

- potiskují a směsují družením na protahovacích strojích jako přípravná operace k výrobě viguré příze.

- směsují na protahovacích strojích družením s prameny z umělých vláken vyrobených na konvertorech. Část směsových česanců se barví a obvykle dočesává (1–2 % výčesků) nebo potiskuje.[3]

## Jiné techniky výroby česanců
- Ručním česáním se profesionálně zpracovávala část vláken z ovčí vlny až asi do konce 19. století. Česanec vznikal tak, že se z hrstí vyčesaných dlouhých vláken vytvořila stužka o délce cca 1 metr a šířce 15 cm. Zkušený pracovník vyrobil až 0,5 kg česanců za hodinu.[4]

- Pro amatérskou ruční výrobu česanců se nabízejí na internetu různé návody a pomůcky.[5]

- Až asi do poloviny 20. století se většina vln zpracovávala na okrouhlém česacím stroji (Noble). Princip: Dva otočné ojehlené kruhové rámy, na vnějším rámu (průměr cca 110 cm) zůstávají krátká vlákna, z vnitřního rámu se stahují dlouhá vlákna a tvoří česanec. Do stroje se přivádělo naráz 144 pramenů z praných a (bez předchozího mykání) posukovaných vláken, stroj dosahoval s ohledem na tehdejší stav techniky mimořádně vysoký výkon s výrobou až 45 kg česance za hodinu.[6]

- V 21. století se ručně česají některé tzv. exotické vlny (šáhtúš, pašmína). Podrobnosti o výrobě česanců nebyly dosud publikovány.

- (Malá) část lněných vláken se zpracovává na jemné česané příze. Technologie a strojní zařízení na výrobu česanců jsou podobné jako u česané vlny.[3]

Srovnatelné podmínky se uvádějí také pro výrobu česanců z mohéru, velbloudí srsti, alpaky, guanaky a šapé hedvábí.
- Při zpracování bavlny se pro výrobek česacího stroje častěji používá označení česaný pramen.[7][3]